# North Andover

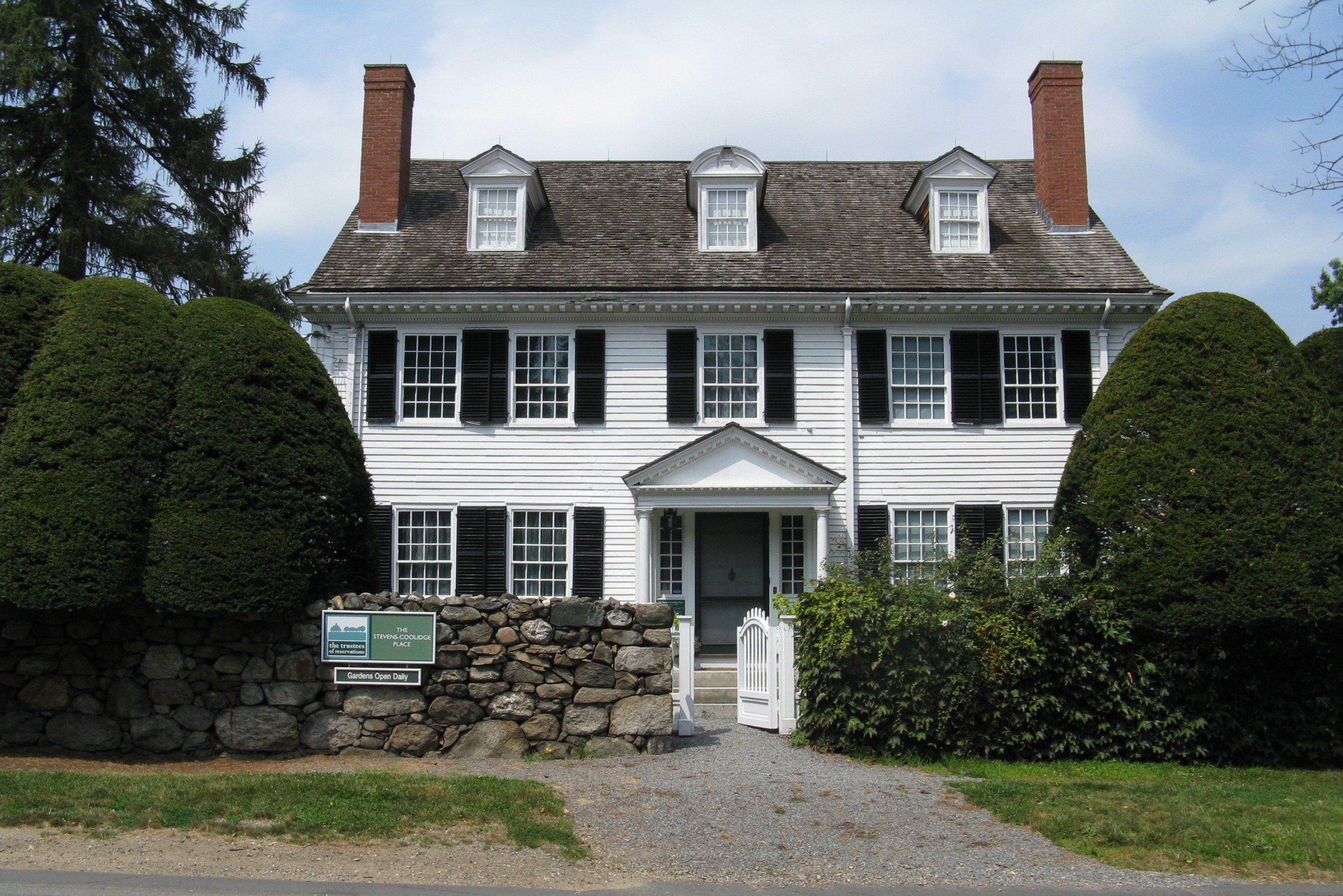

North Andover är en kommun (town) i Essex County i delstaten Massachusetts, USA. Vid folkräkningen år 2000 bodde 27 202 personer på orten. Den har enligt United States Census Bureau en area på totalt 72,1 km² varav 3,1 km² är vatten.